# Chorea
Chorea (choreia, khoreia, χορεορεα) a fost un dans în cerc (χορεύω σε κύκλο) acompaniat de cântători (vezi cor, horos). Dansul, cunoscut în Grecia antică, a fost descris de Homer în "Iliada".
Etimologia cuvântului e departe de a fi clar stabilită, în prezent, în neo-greacă, "χοροio" însemnând sat, cuvântul χορεύω nefiind folosit pentru a descrie acest tip dans carea supraviețuit în formă modificată și la grecii moderni sub numele kalamatiano. Termenul a intrat în vocabularul altor etnii, horă în România unde acest dans se practica tradițional duminica dar exclusiv în mediu rural, în Moldova pe ambele maluri ale Prutului și Israel unde a fost popularizat de imigranții evrei din țările mai sus menționate. Țările în care hora este tradițional cea mai populară sunt Bulgaria și Macedonia de Nord, unde dansul e numit horo. În Rusia, el se numește horovod. Poate nu este doar o coincidență existența dansului similar la mongoli, numit iohor (v. fotografia "yohor dance" la Muzeul de Etnografie din Ulan Bator).